# Cârțișoara
Cârțișoara (in ungherese Kercisora o Oprakercisora, in tedesco Oberkerz) è un comune della Romania di 1201 abitanti, ubicato nel distretto di Sibiu, nella regione storica della Transilvania.